# Cosby Sweater
Cosby Sweater è un singolo del gruppo musicale australiano rap Hilltop Hoods pubblicato nel 2014 da Universal Music, terzo estratto dal loro settimo album in studio Walking Under Stars.

## Il disco
Il brano è stato reso disponibile per il download digitale dal 26 ottobre 2014. Il singolo ha raggiunto la quarta posizione nella classifica ARIA Charts, diventando il singolo degli Hilltop Hoods con la maggior vetta sinora.

## Classifiche
| Classifica (2014) | Posizione massima |
| ----------------- | ----------------- |
| Australia         | 4                 |